# Le nuove avventure di Charlie
Le nuove avventure di Charlie (All Dogs Go to Heaven 2) è un film di animazione statunitense del 1996, diretto da Larry Leker e Paul Sabella.
È il sequel del film del 1989 Charlie - Anche i cani vanno in paradiso e prequel della successiva serie d'animazione Anche i cani vanno in paradiso.
Le differenze rispetto alla prima pellicola sono molte, trattandosi di una storia a sé stante. Il film si svolge nella San Francisco dei nostri giorni e non più a New Orleans nel 1939. Le atmosfere sono decisamente meno cupe. Inoltre Killer, l'assistente di Carface e antagonista secondario del primo film, qui non appare.
Rispetto al primo film, il cast di doppiatori è stato completamente cambiato e quindi nessuno dei "vecchi personaggi" (ad eccezione di Itchy), nella fattispecie Charlie, Annabelle e Carface, conserva la voce del primo film.

## Trama
Dopo gli eventi del primo film, sia Charlie che il suo apparentemente ex-nemico Carface si trovano in Paradiso. Poco dopo vi arriva anche Itchy, il vecchio amico di Charlie, morto strozzato da un osso di pollo. Charlie però non si trova bene in Paradiso per via del suo animo irrequieto e ribelle, la beatitudine lo ha ormai stancato. Carface cerca nel frattempo di rubare il corno dell'Arcangelo Gabriele, che apre le porte del Paradiso, ma il corno precipita sulla Terra. Charlie si offre allora volontariamente di andare a recuperarlo in modo da tornare per un po' alla vita terrena, portando con sé Itchy. Annabelle, la levriera a guardia del Paradiso, acconsente, dandogli un unico miracolo da usare in caso di emergenza.
Sulla Terra Charlie si accorge presto che lui e Itchy sono solo fantasmi, che nessuno vede o sente. Incontrano anche Carface, sceso dal Paradiso per motivi che non rivela; lui però è in carne e ossa, grazie ad un collare magico che porta al collo. Carface propone loro di seguirlo per averne uno a loro volta. Dopo aver sentito cantare una bellissima Setter irlandese di nome Sasha, della quale si innamora immediatamente, Charlie acconsente. Carface li conduce in un edificio abbandonato dove vive Red, un cane veggente. Egli fornisce due collari anche a Charlie e Itchy, avvertendoli che funzioneranno solo fino al tramonto del giorno dopo. Quando se ne vanno, si scopre che Red è in realtà un diavolo dall’aspetto felino che ha corrotto Carface fin dall'inizio, incaricandolo di rubare il corno di Gabriele ma, visto il suo fallimento, intende ora servirsi di Charlie per trovarlo. Solo gli angeli sentono infatti la nota celestiale emessa dal corno e Carface non è più un angelo, essendosi schierato con Red.
Charlie ritrova Sasha e scopre che ella si prende cura di un bambino, che crede sperduto. Sasha nota che Charlie e Itchy possono parlare con lui, essendo angeli, mentre lei non ne è in grado. Charlie usa allora il miracolo che gli era stato dato da Annabelle per dare anche a Sasha questo potere. Il bambino rivela di chiamarsi David e di essere scappato di casa perché suo padre si è sposato con un'altra donna dopo la morte della madre e ora i due stanno per avere un figlio che, secondo lui, prenderebbe il suo posto nel cuore della famiglia. Notando che il ragazzo ha una passione per i trucchi magici, Charlie escogita una strategia per avvicinarsi a Sasha: finge di essere l'angelo custode di David e gli insegna qualche trucco per diventare un mago di strada. Nel frattempo, i due trovano e recuperano anche il corno di Gabriele, ma Charlie se ne disinteressa, tanto da buttarlo in mare. La carriera di David è però un fiasco, così Sasha e Charlie lo convincono a tornare dai suoi genitori. Il ragazzo accetta a patto che i cani vengano con lui. A questo punto, Charlie è nuovamente abbattuto: già tante volte ha fatto promesse che non ha mantenuto, ma ora, per la seconda volta, lo ha fatto a qualcuno a cui si era affezionato, proprio come accadde in passato con Anne Marie. Charlie e Sasha si esprimono il loro fiorente amore ma, sul più bello, cala il tramonto e il collare svanisce riportando Charlie e Itchy all'immaterialità. Charlie, volendo rimanere permanentemente sulla Terra, si precipita da Red per avere un nuovo collare che non svanisca. Red glielo fornisce, rivelandogli però il suo vero aspetto e costringendolo a consegnargli il corno di Gabriele in cambio. Inoltre, Carface rapisce David e dà appuntamento a Charlie ad Alcatraz: se egli non si presenterà con il corno entro un'ora, il bambino morirà.
Charlie è quindi costretto a consegnare il corno al malvagio Red, anche se riesce a liberare David. Suonando il corno di Gabriele, Red fa impazzire i cancelli del Paradiso, i quali catturano tutti i cani-angeli (compresa Annabelle) e li trasportano sulla Terra, ad Alcatraz, dove tornano mortali e vengono rinchiusi nelle celle. Il piano di Red era infatti quello di rinchiudere tutti i cani, così che "il mondo è dei gatti ormai". Charlie affronta Red, divenuto un gigante e, con l'aiuto dei suoi amici, riesce a riprendere il corno. Red lo insegue senza tregua, ma alla fine Charlie lo inganna facendolo arrampicare sopra un vecchio silos idrico, che cede per il troppo peso dell’enorme felino e facendolo precipitare in mare. Charlie riesce così finalmente a suonare il corno di Gabriele, liberando tutti i cani, che ritornano felicemente in Paradiso, mentre Red viene risucchiato all'inferno. Riappare anche Carface, che cerca di minimizzare le sue colpe, ma viene trascinato a sua volta all'inferno, avendo venduto l'anima a Red per avere il collare.
Per Charlie e Itchy è il momento di tornare in Paradiso, tuttavia Annabelle concede a Charlie di rimanere sulla terra, per i suoi meriti. Ichty preferisce invece tornare in Paradiso e così i due si salutano. Charlie e Sasha possono finalmente stare insieme, adottati dalla famiglia di David.

## Edizione italiana
Il doppiaggio italiano del film è stato effettuato presso la SEFIT-CDC con la partecipazione della Royfilm e curato da Marco Mete.

## Box Office
Il budget stanziato per la realizzazione del film è, ad oggi, sconosciuto. Negli USA, dove il film venne pubblicato il 29 Marzo 1996 in contemporanea con il Classico Disney del 1988 Oliver & Company, riproposto quell'anno nei soli cinema di USA, Canada e Gran Bretagna, Le nuove Avventure di Charlie incassò oltre 2 milioni di Dollari nel primo fine settimana di proiezione, arrivando a totalizzare, alla fine, un discreto guadagno totale di $8.620.678.